# Marie-Adélaïde od Luksemburga
Marie-Adélaïde, velika vojvotkinja od Luksemburga (Marie-Adélaïde Thérèse Hilda Wilhelmine) (14. lipnja, 1894. – 24. siječnja, 1924.), kći velikog vojvode Vilima IV. od Luksemburga i Marie Annel od Portugala. 
Njezini djed i baka po majčinoj strani bili su portugalski kralj Mihajlo i Adelaide od Löwenstein-Wertheim-Rosenberg.
Najstarija od šestoro sestra, proglašena je nasljednicom 10. srpnja 1907. da riješi krizu oko nasljedstva. Samim time, kada joj otac umro 25. veljače 1912., postala je prvom ženskom vladaricom s naslovom velike vojvotkinje od Luksemburga. Ona je također prvi vladar još od 1296. koji se zapravo rodio u samim granicama države.
Vrlo se zanimala za politiku, i smatrala se vladaricom „po milosti Božjoj“ koja se nije ustručavala miješati u politički život Velikog vojvodstva.
Tijekom Prvog svjetskog rata, uživala je prilično dobre odnose s njemačkim okupatorima, ishodište za oštre kritike poslije rata. Iako nije počinila ništa protuustavno, glasovi u parlamentu tražili su njenu abdikaciju u siječnju 1919. Istovremeno, prominentni politički likovi iz obje susjedne zemlje, Francuske i Belgije iskazali su aneksijske planove prema Velikom vojvodstvu i odatle su imali jasne interese da diskreditiraju Marie-Adélaïde.  Nakon konzultacije s premijerom, abdicirala je dana 14. siječnja 1919., a naslijedila ju je mlađa sestra Charlotte.
Marie-Adélaïde otišla je u samostan, uzimajući ime "sestra Marie od siromaha", i umrla je u dvorcu Hohenburg od gripe.